# Adam Nawałka

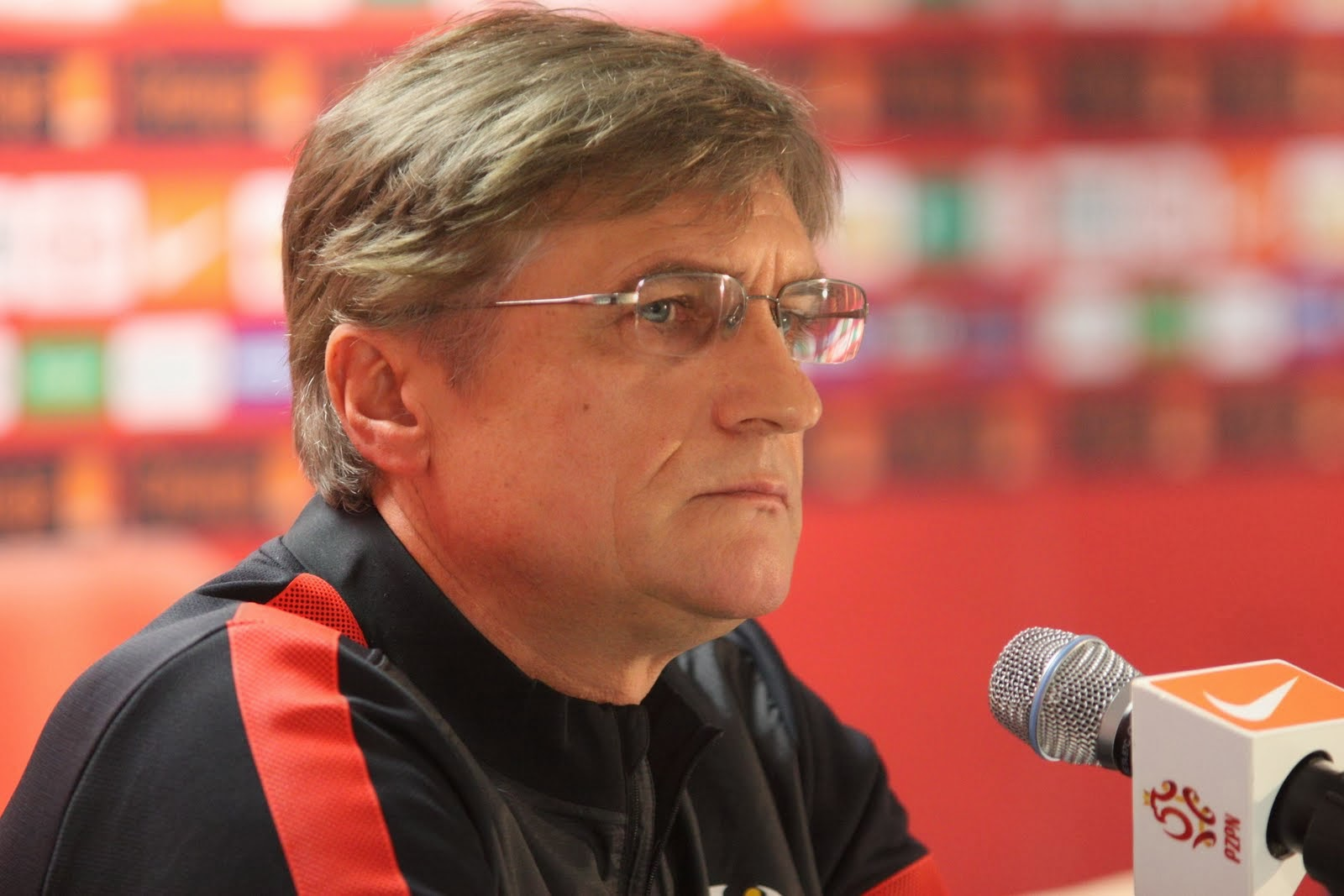
Adam Nawałka

Adam Nawałka (* 23. října 1957, Krakov, Polsko) je bývalý polský fotbalista a nyní fotbalový trenér polského národního týmu. Během své hráčské kariéry hrál na pozici záložníka. Je to účastník Mistrovství světa 1978.

## Hráčská kariéra
Většinu své hráčské kariéry strávil v klubu Wisła Kraków, se kterým získal v sezóně 1977/78 ligový titul. Poté hrál v USA za klub Polish-American Eagles SC.
V letech 1977–1980 byl členem polského reprezentačního A-mužstva, se kterým se zúčastnil Mistrovství světa ve fotbale 1978 v Argentině.

## Trenérská kariéra
Trénoval několik polských klubů. Postupně Świt Krzeszowice, Wisła Kraków, Zagłębie Lubin, Sandecja Nowy Sącz, Jagiellonia Białystok, opět Wisła Kraków, GKS Katowice a Górnik Zabrze.
Po neúspěchu polského národního týmu vedeného Waldemarem Fornalikem v kvalifikaci na MS 2014 v Brazílii, kde Polsko obsadilo se ziskem 13 bodů čtvrté místo skupiny H oznámil 26. října 2013 prezident Polského fotbalového svazu Zbigniew Boniek, že se Nawałka stane novým hlavním trenérem reprezentačního A-mužstva. Národní tým převzal 1. listopadu 2013. Premiéru zažil 15. listopadu 2013 v přátelském utkání na městském stadionu ve Vratislavi proti Slovensku. Příliš se nevydařila, neboť Polsko podlehlo soupeři 0:2. Ani další zápas neskončil vítězstvím jeho svěřenců, Polsko remizovalo 19. listopadu 2013 v Poznani s Irskem 0:0.
11. října 2014 dovedl své svěřence k historické výhře 2:0 nad Německem (úřadující mistr světa) v kvalifikaci na EURO 2016. Pro Polsko to byla premiérová výhra, zdařila se až na 19. pokus ve vzájemných zápasech (dosud bilance 12 proher a 6 remíz). Němci prohráli v některé z kvalifikací po 33 zápasech, naposledy poznali porážku v roce 2007 (0:3 v Mnichově s Českou republikou).
Polský národní tým dovedl na EURO 2016 ve Francii.